# Batalla d'El Mazucu
La batalla d'El Mazucu fou un episodi de la Guerra Civil espanyola esdevingut entre el 5 i el 20 de setembre de 1937 a prop de Llanes (Astúries). Durant els combats, tot i heure-se-les amb un contingent set cops superior, les forces lleials a la República van defensar durant quinze dies El Mazucu i les muntanyes circumdants -un territori molt complicat- de l'ofensiva del bàndol revoltat a l'orient asturià, de tal manera que van impedir l'avançament dels facciosos a l'est d'Astúries en un dels enfrontaments considerats més durs de la Guerra Civil. De fet, diversos historiadors qualifiquen la defensa republicana com la batalla de les Termòpiles.
Un cop els revoltats van aconseguir la victòria en aquesta batalla, els franquistes van poder unir-se a les forces que avançaven des de Lleó, fet que va facilitar la caiguda de Gijón i l'abandonament d'Astúries, la darrera província controlada per la República al nord-oest peninsular.
A banda de la importància estratègica, aquesta batalla també és rellevant perquè fou durant el seu desenvolupament que es va utilitzar per primer cop un bombardeig en estora contra objectius militars, acció duta a terme per la Legió Còndor del Tercer Reich nazi.

## Antecedents
Després que Bilbao i Santander fossin ocupades pels franquistes, el 19 de juny i el 25 d'agost de 1937, respectivament, Astúries va quedar aïllada de la resta de territori controlat per la República. Això va facilitar la creació del Consell Sobirà d'Astúries i Lleó, el 24 d'agost, i la seva declaració de sobirania sobre "totes les jurisdiccions i organismes civils i militars", per la qual, s'apropiava de competències pròpies del govern central.
L'u de setembre, el general rebel Fidel Dávila va atacar des del sud i des de l'est sense esperar massa resistència dels republicans, que estaven desmoralitzats. En efecte, la primera línia de defensa, seguint el curs del riu Deva, va ser ràpidament superada i Llanes va caure el 5 de setembre, però, a partir d'aquell moment, la ruta que els facciosos havien de seguir es trobava encaixonada entre la Mar Cantàbrica i la Serra del Cuera. Per tant, si els nacionals volien seguir avançant cap a Gijón, havien d'acabar amb els republicans que defensaven les muntanyes i, per això, van planejar un moviment en pinça des del nord-oest de Llanes i, des del sud-oest, de Panes cap a Cabrales. En ambdós fronts, el terreny accidentat i la dura resistència republicana van frenar l'avanç. Aleshores, va quedar clar que les muntanyes de la serra de Cuera eren vitals per a la defensa d'Astúries, i la clau de la serra de Cuera era el coll del Mazucu.

## Els combatents
Les forces rebels estaven formades per uns 33.000 homes, la majoria carlistes, integrats en quatre brigades navarreses i comandats pel general José Solchaga Zala, que tenia el seu comandament central a Llanes. Tenien el suport de 15 bateries d'artilleria i el fort suport aeri de la Divisió Còndor alemanya. A més, el creuer Almirante Cervera també podia atacar el pas del Mazucu, donat que es troba a tot just cinc quilòmetres del mar.
Les forces republicanes -sobretot asturians, bascos i alguns caàntabres- estaven compostes per tres brigades molt debilitades que no arribaven als 5.000 homes. Les dirigien els coronels Juan Ibarrola Orueta i Francisco Galán Rodríguez i pràcticament no disposaven de suport d'artilleria ni de protecció aèria.

## Batalla
Durant el transcurs de la batalla, els franquistes seguien una planificació diària repetitiva. A primera hora del matí, un avió de la Legió Còndor reconeixia el terreny i passava informació fotogràfica als oficials franquistes, situats a Llanes. Aquests, dissenyaven la seqüència de l'atac d'aquell dia: primer el bombardeig d'artilleria pesada, després el bombardeig aeri i els atacs dels caces alemanys, que atacaven de tres en tres i, mentrestant, la infanteria avançava fins que se situava a uns 70 metres de l'objectiu, moment a partir del qual començava el combat de trinxeres i cos a cos. Afectades per l'escassetat de munició, les forces de la República es defensen encertadament aprofitant al màxim el terreny muntanyenc, que resta tota eficàcia als atacs inicials de l'aviació rebel ja que la dispersió de les tropes republicanes entre els penyals i muntanyes del Mazucu fan inútil el bombardeig, el qual només resulta efectiu per tallar subministraments o, en els últims dies de la lluita, contra tropes republicanes més concentrades en terra.
La batalla del Mazucu va començar el 6 de setembre, quan la 1a Brigada Navarresa intenta assaltar el pas de muntanya del Mazucu, a la vora del riu Segella i al sud-est de Llanes, pas que controlava l'accés a la zona central d'Astúries. Els republicans rebutgen els atacs, impedint l'èxit de la pinça. En resposta, se sol·licita la participació de la Legió Còndor alemanya, la qual farà el primer bombardeig en estora contra un objectiu militar, les forces republicanes que defensen l'accés al Mazucu.
L'endemà, es repeteixen els atacs dels rebels i els bombardejos en estora; però els franquistes no aconsegueixen avançar i el front s'estabilitza. El dirigent anarco-sindicalista Higinio Carrocera arriba al front amb tres batallons i 24 metralladores pesades per millorar les defenses republicanes, la Brigada Mòbil.
Durant el 9 de setembre, un dia molt boirós, es disputen combats cos a cos molt durs que deixen motes baixes a tots dos bàndols; però els rebels aconsegueixen avançar uns 2 quilòmetres al sud, territori que els republicans no poden recuperar.
L'endemà, els nacionals bombardegen intensament les posicions defensives republicanes d'El Mazucu i forcen la retirada de dos batallons republicans, tot i que no poden aprofitar-se'n. Durant la resta del dia i l'endemà, onades de bombardeigs i bombardejos d'artilleria són succeïts per atacs de l'infanteria nacional; però tots són rebutjats per les metralladores republicanes.
El 10 de setembre, també boirós, la I Brigada navarresa de Solchaga duu a terme un atac total i aconsegueixen prendre el turó del Biforcu (sota el Mazucu), tot i que aquest segueix dominat des del Llabres, des d'on els republicans van martellejar la zona amb metralladores i fent rodar bidons de carbur de calci plens d'explosius. Per tal de desequilibrar la defensa republicana, fixada al cim de Peña Turbina, es planteja que les forces del CTV italià ataquin Avilés. Per primera vegada des de l'inici de la batalla, arriba menjar calent a la primera línia republicana.
During els dos dies següents, els sublevats del front sud no poden avançar per la vall, de manera que no tenen cap altre remei que avançar per la carena de la serra cap al Pico Turbina. Aquest cim, de 1.315 m, és un obstacle formidable amb pendents de 40° i un terreny càrstic gairebé lunar. Com que no hi ha pistes, ni tan sols per a les mules, els subministraments i l'artilleria s'han de transportar en gran part a mà. La meteorologia també era dolenta, de manera que l'aviació no podia operar, tot i que la boira també amagava les forces atacants.
El 13, els defensors han de replegar-se als cims situats al sud de la Serra del Cuera a causa de l'aclaparadora superioritat artillera i numèrica de l'enemic. Per aquest motiu, l'endemà cedeixen la Sierra Llabres, l'alçada de la qual domina tant el poble d'El Mazucu -indefensable en aquests moments- com les aproximacions occidentals al coll del mateix nom. Cap al sud, el Pico Turbina gairebé va ser pres; però l'atac va ser rebutjat amb granades de mà, en lluita confusa entre la boira densa.
El 15, els franquistes ocupen El Mazucu i el seu voltant i els republicans d'aquell sector es retiren a Meré. Al sud, per sobre del Mazucu, la defensa republicana queda exclusivament integrada pel Batalló d'Infanteria de Marina, un batalló format per mariners santanderins sense vaixells que aconseguirà defensar durant 5 dies els tres darrers cims en mans republicanes de la Serra de Cuera: Peña Blanca, Tiedu i Cabeza Ubena (anomenats "Peñas Blancas" pels militars). Pico Turbina va ser ocupat l'endemà, a la vegada que Peña Blanca quedava pràcticament encerclada quan els rebels van prendre Arangas i Arenas.
Com que els primers atacs per prendre "Peñas Blancas" -la darrera defensa republicana- van fracassar, els rebels van mobilitzar setze batallons per a mirar de derrotar els defensors. El suport aeri era mínim a causa de la meteorologia i als cims hi nevava a bastament; però, el 18 de setembre, ja amb millor meteorologia des del migdia, els rebels poden efectuar tres onades d'atacs aeris alemanys i italians, que aprofiten l'escampada de la boira. Després de cada bombardeig, la infanteria navarresa ataca les posicions republicanes; però són rebutjats per les metralladores i les granades de mà dels defensors. Durant quatre dies es repeteix aquesta tònica, tot i que a poc a poc, les unitats del Mazucu que es queden sense munició comencen a retirar-se, de manera que el 20 els rebels prenen el pas muntanyenc i el 22 de setembre ocupen els últims cims del sector sud que encara estaven en poder dels republicans, entre elles el principal reducte republicà de Peña Turbina.
La formidable defensa republicana va fer que Higinio Carrocera fos condecorat amb la Medalla de la Llibertat, la màxima condecoració republicana.

## Conseqüències
Amb la defensa d'El Mazucu es tenia l'esperança d'aturar l'avenç dels rebels fins l'hivern, quan hagués calgut aturar els combats a causa del fred. Si s'hagués aconseguit, el desenllaç de la guerra hagués estat diferent, ja que hagués ofert a la República l'opció de crear el seu exèrcit de reserva. tal com es van desenvolupar els esdeveniments, els atacants van patir un retard significatiu i els defensors van recuperar el seu honor, desfet amb la pèrdua de Santander, tot i que també a un gran cost. La Legió Còndor també va aprendre molts conceptes que més tard posaria en pràctica durant la Segona Guerra Mundial.
La defensa d'El Mazucu també va donar cert respir als republicans de l'oest d'Astúries i una oportunitat de reagrupar-se, tot i que això va fer poca diferència. Els nacionalistes del front oriental aviat es van unir a les forces que avançaven des de Lleó a Infiesto i van convergir a Gijón, l'últim reducte republicà del nord d'Espanya, que va caure el 21 d'octubre.